# Oligoplites
Oligoplites – rodzaj ryb z rodziny ostrobokowatych.

## Klasyfikacja
Gatunki zaliczane do tego rodzaju:

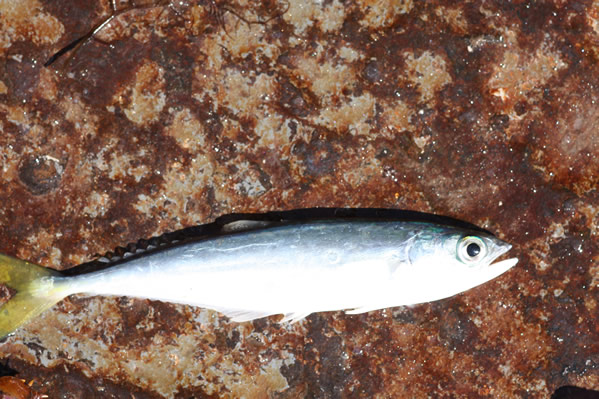
Oligoplites altus
- Oligoplites palometa
- Oligoplites refulgens
- Oligoplites saliens
- Oligoplites saurus

- Oligoplites refulgens